# Nyodes kilimandjaronis
Nyodes kilimandjaronis är en fjärilsart som beskrevs av François Louis Nompar de Caumont de Laporte 1979. Nyodes kilimandjaronis ingår i släktet Nyodes och familjen nattflyn. Inga underarter finns listade i Catalogue of Life.